# IC 1298
IC 1298 bezeichnet im Index-Katalog ein paar dicht beieinander liegende Sterne im Sternbild Aquila. Der Katalogeintrag geht auf eine Beobachtung des Astronomen Guillaume Bigourdan am 30. Juli 1889 zurück.